# Marta Tomasa Worner
Marta Tomasa Worner (Barcellona, 16 maggio 1980) è un'attrice, ballerina e coreografa spagnola, nota per aver interpretato il ruolo di Fe nella soap spagnola Il segreto.

## Vita privata
Il 30 Luglio 2011 si è sposata con Jordi Coll conosciuto sul palcoscenico del musical Fama. La coppia ha due figli, Jael, nata il 15 luglio 2015, e Pau, nato il 3 luglio 2017.

## Filmografia

### Cinema
- Para toda la muerte (2020)
- Espejo, espejo (2021)

### Televisione
- Despechados – serie TV (2013)
- Il segreto – soap opera (2014-2019)
- ByAnaMilán – serie TV (2020)
- Escándalo, relato de una obsesión - serie TV (2023)

## Teatro
- 2010-2011: Fama, el Musical - Ruolo: Grace Lamb
- 2011-2013: Grease, el Musical - Ruolo: Frenchy

## Doppiatrici italiane
Nelle versioni in italiano dei suoi film e delle sue serie TV, Marta Tomasa Worner è stata doppiata da:
- Mirta Pepe ne Il segreto[4]